# Debra Hill
Debra Hill (Haddonfield, 10 novembre 1950 – Los Angeles, 7 marzo 2005) è stata una sceneggiatrice e produttrice cinematografica statunitense, famosa soprattutto per aver partecipato alla stesura del copione dei film Halloween - La notte delle Streghe, primo capitolo della saga di Halloween.

## Biografia
Debra Hill nacque ad Haddonfield, in New Jersey e crebbe a Philadelphia, in Pennsylvania. Entrò nel mondo del cinema nel 1974 come assistente di produzione su documentari d'avventura, e proseguì mano a mano come sceneggiatrice e co-regista. La Hill lavorò per la prima volta con John Carpenter, nel 1975 come supervisore del copione di Distretto 13: le brigate della morte. Questo lavoro non solo portò ad altre collaborazioni future tra la Hill e Carpenter, ma segnò anche l'inizio della loro relazione privata.
Nel 1978 lei ed il regista Carpenter stesero la sceneggiatura di Halloween - La notte delle streghe. In seguito - a causa del successo, la Hill e Carpenter lavorarono insieme anche sui sequel, Il signore della morte e Halloween III - Il signore della notte ma lasciarono la serie dopo i fallimenti al botteghino dell'ultimo capitolo. Gli altri film in cui i due lavorarono insieme sono Fog, 1997: Fuga da New York ed il suo sequel, Fuga da Los Angeles.
Nel 1986 fondò una compagnia di produzioni indipendenti con la sua amica Lynda Obst. Insieme produssero Tutto quella notte, Heartbreak Hotel e La leggenda del re pescatore. Nel 1988 firmò un contratto con la Walt Disney Pictures, con il quale produsse Corso di anatomia, altri cortometraggi per i parchi a tema della Walt Disney ed uno speciale della NBC per il trentacinquesimo anniversario di Disneyland. Produsse anche La zona morta, Palle d'acciaio e Signori, il delitto è servito.
Nel febbraio 2004 le venne diagnosticato un cancro, ma continuò a lavorare su diversi progetti. Al tempo della morte, stava lavorando su World Trade Center di Oliver Stone. Dopo la morte, Carpenter dichiarò in un'intervista alla Associated Press che lavorare con la Hill "è stata una delle più grandi esperienze della mia vita. Aveva una passione non solo per i film sulle donne o sulle idee delle donne, ma per i film di ognuno di noi".

## Filmografia parziale

### Soggetto
- Halloween - La notte delle streghe (Halloween), regia di John Carpenter (1978)
- Fuga da Los Angeles (John Carpenter's Escape from L.A.), regia di John Carpenter (1996)
- Halloween - La resurrezione (Halloween: Resurrection), regia di Rick Rosenthal (2002)
- The Fog - Nebbia assassina (The Fog), regia di Rupert Wainwright (2005)
- Halloween - The Beginning (Halloween), regia di Rob Zombie (2007)

### Sceneggiatrice
- Halloween - La notte delle streghe (Halloween), regia di John Carpenter (1978)
- Fog (The Fog), regia di John Carpenter (1980)
- Il signore della morte (Halloween II), regia di Rick Rosenthal (1981)
- Fuga da Los Angeles (John Carpenter's Escape from L.A.), regia di John Carpenter (1996)
- Halloween - The Beginning (Halloween), regia di Rob Zombie (2007)

### Produttrice
- Il signore della morte (Halloween II), regia di Rick Rosenthal (1981)
- 1997: Fuga da New York (Escape from New York), regia di John Carpenter (1981)
- Halloween III - Il signore della notte (Halloween III - Season of the witch), regia di Tommy Lee Wallace (1982)
- La zona morta (The Dead Zone), regia di David Cronenberg (1983)
- Palle d'acciaio (Head Office), regia di Ken Finkleman (1985)
- Signori, il delitto è servito (Clue), regia di Jonathan Lynn (1985)
- Tutto quella notte (Adventures in Babysitting), regia di Chris Columbus (1987)
- Roadracers, regia di Robert Rodriguez (1994)
- Fuga da Los Angeles (John Carpenter's Escape from L.A.), regia di John Carpenter (1996)
- The Fog - Nebbia assassina (The Fog), regia di Rupert Wainwright (2005)

## Curiosità
- È stata onorata nel 2003 dalla rivista Women in Film.